# Jean-Antoine-Théodore Giroust
Jean-Antoine-Théodore Giroust (Bussy-Saint-Georges, 10 novembre 1753 – Mitry-Mory, 9 luglio 1817) è stato un pittore francese.

## Biografia

### La giovinezza e le prime influenze
Pittore di episodi storici e ritrattista, Jean-Antoine-Théodore Giroust fu ammesso all'Académie royale de peinture et de sculpture nel 1770, presentato da Joseph-Marie Vien, di cui Giroust era allievo e tale restò sino al 1775, anno in cui Vien, nominato direttore dell'Accademia di Francia a Roma, partì per l'Italia. Vien lo aveva formato nello stile "alla greca" e pertanto nella corrente neoclassica. Giroust quindi ricevette gli insegnamenti del classicismo riformato, sia nel disegno in generale che negli studi di nudo da modelli viventi, attento ad una rappresentazione meticolosa e attendibile delle varie espressioni.
È possibile però notare anche un'influenza degli elementi estetico- formali attribuibile al Guercino e alla pittura religiosa bolognese del XVII secolo, particolarmente ravvisabile nei lavori degli anni 1740. Giroust si dedicò persino a copiare numerosi capolavori del pittore italiano, in particolare l'Incredulità di S. Tommaso e, più tardi, della Sepoltura e gloria di santa Petronilla (1782, Parigi, Chiesa dei SS. Gervaso e Protaso).
Nell'atelier di Vien incontrò il polacco Silvestre-David Myris e Jacques-Louis David, la cui amicizia gli aprì le porte della Galleria reale di pittura ed ampliò la cerchia dei suoi potenziali committenti.
In seguito Giroust restò tre anni nell'atelier di Nicolas-Bernard Lépicié, specialista della pittura di genere "ampliata", e cioè intimista e sentimentale, secondo la concezione di Jean Siméon Chardin e di Jean-Baptiste Greuze. A quell'epoca il disegno aveva un ruolo fondamentale, come provano i corsi di anatomia previsti dalla Scuola. Il suo lavoro accademico Homme debout appuyé sur le bras gauche plié gli procurò una medaglia. Negli anni seguenti Giroust fu ammesso al Prix de Rome.
I suoi primi quadri in grande stile comprendono: La Maladie d’Antiochus (1774, oggi al Muso di belle arti di Caen), che ricorda La Mort de Germanicus di Nicolas Poussin (oggi al Minneapolis Institute of Arts), ma è anche molto vicino indirettamente al suo condiscepolo Jacques-Louis David, e inoltre Aman confondu par Esther devant Assuérus (1775), che mostra già espressioni e gesti eloquenti che accentuano l'effetto di una luce particolarmente mirata.
 Nella Indignation de David (1778, oggi all'École des beaux-arts), che gli valse la vincita del prestigioso Prix de Rome, Giroust giunse ad una grande varietà di atteggiamenti e di stati d'animo, ottenuta dalla viva e delicata gamma di colori resi quasi trasparenti.

### Il soggiorno a Roma
A Roma, dove fu ospite dell'Accademia di Francia a Roma dal 1778 al 1780, si appassionò alla compenetrazione fra l'antico e il moderno: forma di eclettismo generata dall'eterogeneità cosmopolita di quei tempi. Influenzato anche dalle incisioni dei monumenti romani del Piranesi, copiò in particolare le "Nozze aldobrandine", simulando un bassorilievo con gli effetti di chiaro-scuro.
Verso il 1783 dipinse Lo storico ebreo Flavius Josèphe liberato dalle catene (oggi al Museo di belle arti di Caen). Il deciso effetto cromatico di quest'opera è generato dai vibranti contrasti di colore che animano gli abiti e le armature inquadrati da elementi architettonici antichi, a loro volta indici di un'influenza romana sull'autore, nonché del fatto che la sua tavolozza era divenuta nel frattempo naturalista.

### L'ingresso ufficiale a l'Académie
Giroust eseguì importanti incarichi di soggetti religiosi, i cui risultati comparvero al "Salon", e che egli nutrì di razionalismo e al tempo stesso di una spiritualità moderna. Nel 1787, un anno dopo essere stato accreditato, presentò Saint François d’Assise e Christ en Croix. Nel 1789 fu la volta di Sainte Thérèse, destinata alla Cattedrale di Boulogne-sur-Mer, e che fu l'opera che egli considerò a quel tempo come la sua migliore creazione.
Fra i lavori importanti si può citare anche l'Œdipe à Colone (1788, oggi al Dallas Museum of Art), presentato al Salon l’anno seguente assieme a Sainte Thérèse. L'Edipo ricalca interamente l'impostazione del Bélisaire di David, e anch'esso ha come soggetto un cieco. È questa l'opera, osannata dalla critica contrariamente al quadro di David, che può essere considerata il suo capolavoro, e che gli aprì le porte dell'Accademia come membro effettivo. La struttura chiara, concisa e geometrica, la decorazione classica riproposta attraverso uno svolgimento lineare e parallelo al piano pittorico, le figure disposte armoniosamente che si relazionano l'una con l'altra, il forte contenuto morale veicolato dal tema eroico, fanno di quest'opera una incarnazione formale, tematica ed etica del neoclassicismo. Per di più l'architettura archeologica (Ordine Dorico), e quindi severa, del tempio delle Eumenidi, accoglie una scena piena di quella tensione che deriva dalla tragedia greca, resa con una profondità prospettica che esalta l'asse obliquo creato dai personaggi, la cui posizione definisce ognuno dei vari piani che si succedono. L'ampiezza dei gesti e l'intensità delle espressioni contribuiscono a rendere dinamica la composizione, punteggiata da una grande varietà di atteggiamenti, e incrementano la dimensione drammatica della scena. Infine, il gusto teatrale di Giroust, che talvolta lo portava a recitare come dilettante, si percepisce nella maestria con cui egli riesce creare i sapienti giochi di luci e di ombre, così come nella marcata nitidezza cromatica degli abbigliamenti.

### Un pittore di Orléans

#### Opere di pregnante impostazione ideologica
Giroust fu vicino al circolo orleanista di Félicité de Genlis. Se da un lato si schierò in favore del principio di libertà, dall'altra restò un nostalgico dei principi religiosi e dei privilegi. Nel 1789 aderì al Comitato degli accademici dissidenti, diretto da David, per poi riallinearsi finalmente all'Accademia centrale di Jacques-Augustin-Catherine Pajou così come il suo maestro Joseph-Marie Vien. Pertanto sostenne Luigi Filippo, del quale eseguì il ritratto nel 1790. Nel '71 fu persino nominato pittore ufficiale della corte degli Orléans, e quindi ben adatto a diffondere messaggi morali e politici attraverso le sue composizioni.
Fedele alle sue amicizie, nel 1871 propose al Salon il quadro Sainte Félicité exhortant son dernier fils au martyre e La Leçon de Harpe (1791, oggi nel Dallas Museum of Art), doppio omaggio a Madame de Genlis. Il primo quadro era destinato alla cappella del castello di Saint-Leu, di proprietà della famiglia d'Orléans. Si trattava di una reinterpretazione del secondo libro dei Maccabei al fine di testimoniare la persecuzione ordita contro gli orleanisti, paragonandoli a dei martiri fedeli al loro credo.
La seconda opera mostra una scena che si svolge nel castello di Saint-Leu: è un grande ed elegante dipinto di conversazione "all'inglese", a metà strada fra il ritratto e la lezione privata di arpa data da Madame de Genlis alla figlia del duca d’Orléans. Qui la cultura è descritta come primo livello della virtù e perfezionamento individuale in una visione enciclopedica. Inoltre, la statuetta in bronzo di Minerva dal berretto frigio e che brandisce una picca, rimanda al culto recente della Rivoluzione francese prima del rifugio in Inghilterra, mentre la dettagliata rappresentazione dei vari oggetti, della cornice e degli abiti, riflesso di una classe sociale e al tempo stesso identificazione precisa di ben determinate persone, costituiscono un documento prezioso circa la moda e il gusto dell'epoca. Le modanature neoclassiche e il mobilio raffinato confermano tutto ciò, come anche la complessità dell'acconciatura e dei ninnoli accessori.
Mostrando una tale esaltazione della ragione e della virtù civica, rese ancor più credibili dalla simpatica figura della giovane allieva, non resta che accettare e promuovere la legittimità dell'accesso al trono della famiglia d'Orléans facendo ricorso a tutti i mezzi e, all'occorrenza, anche alla pittura.

## Galleria d'immagini

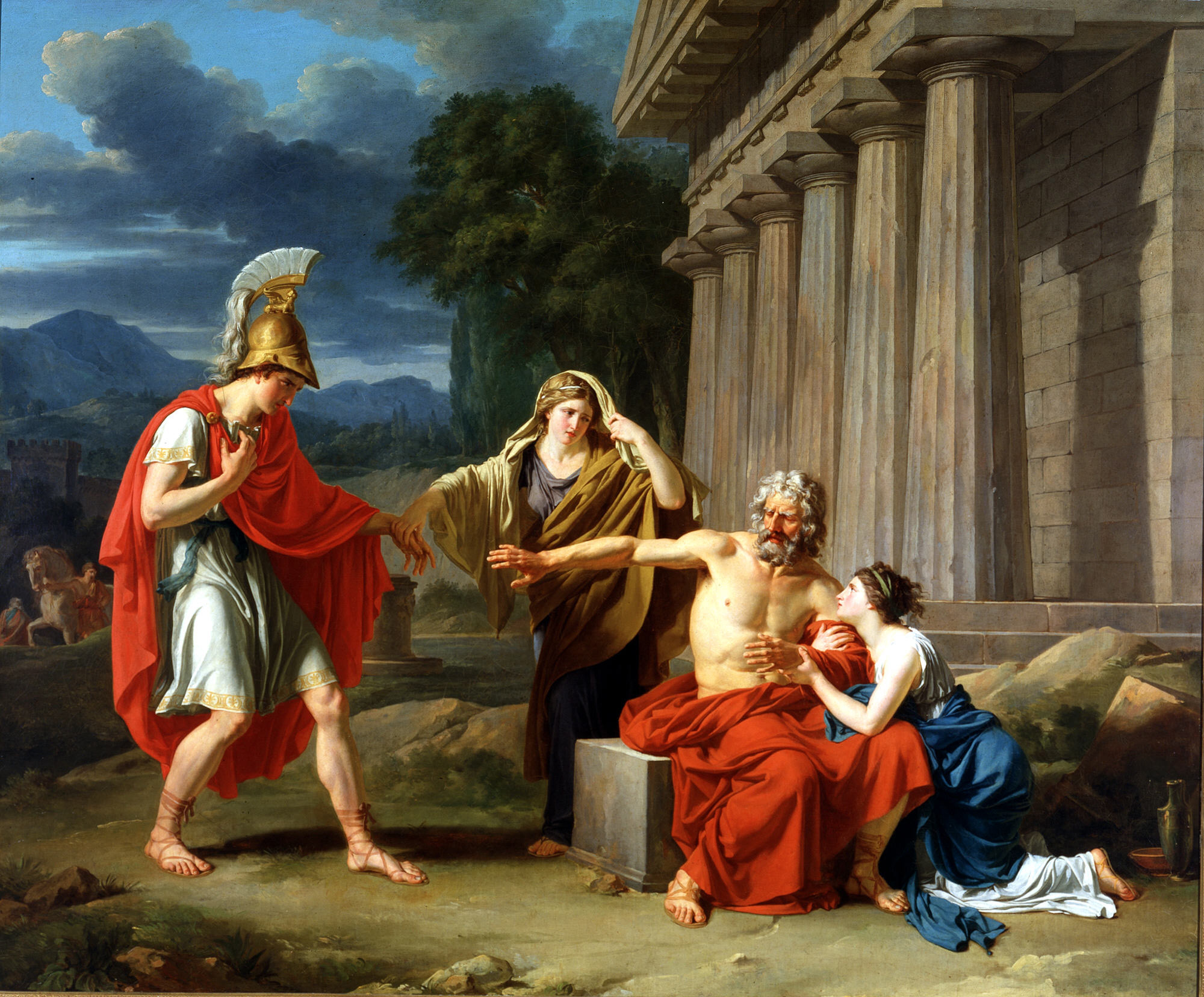
Edipo a Colono
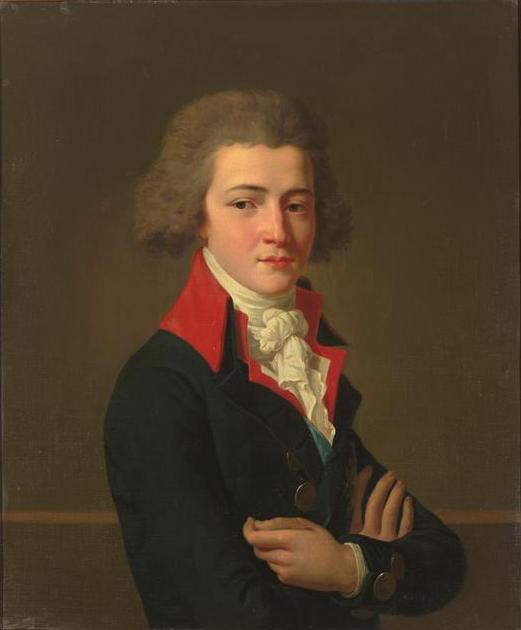
Luigi Filippo
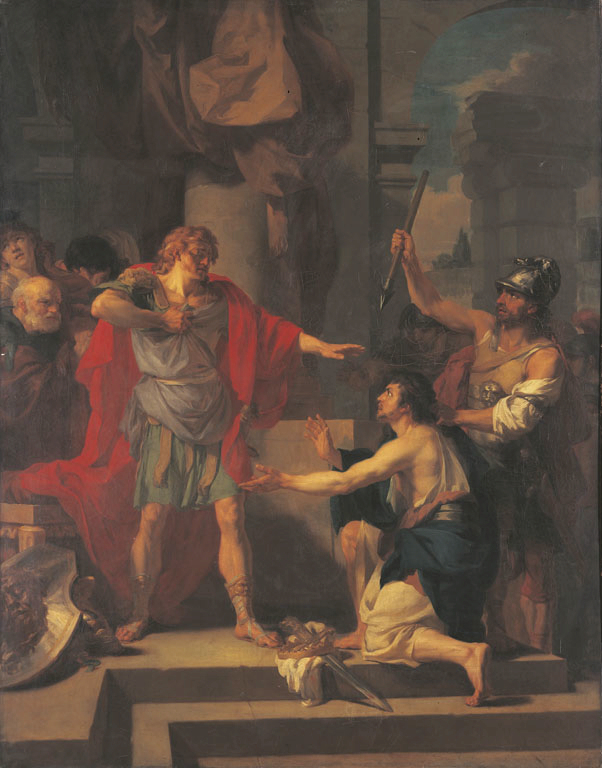
David condanna l'amalecita
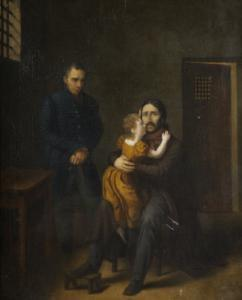
Il prigioniero e il bambino
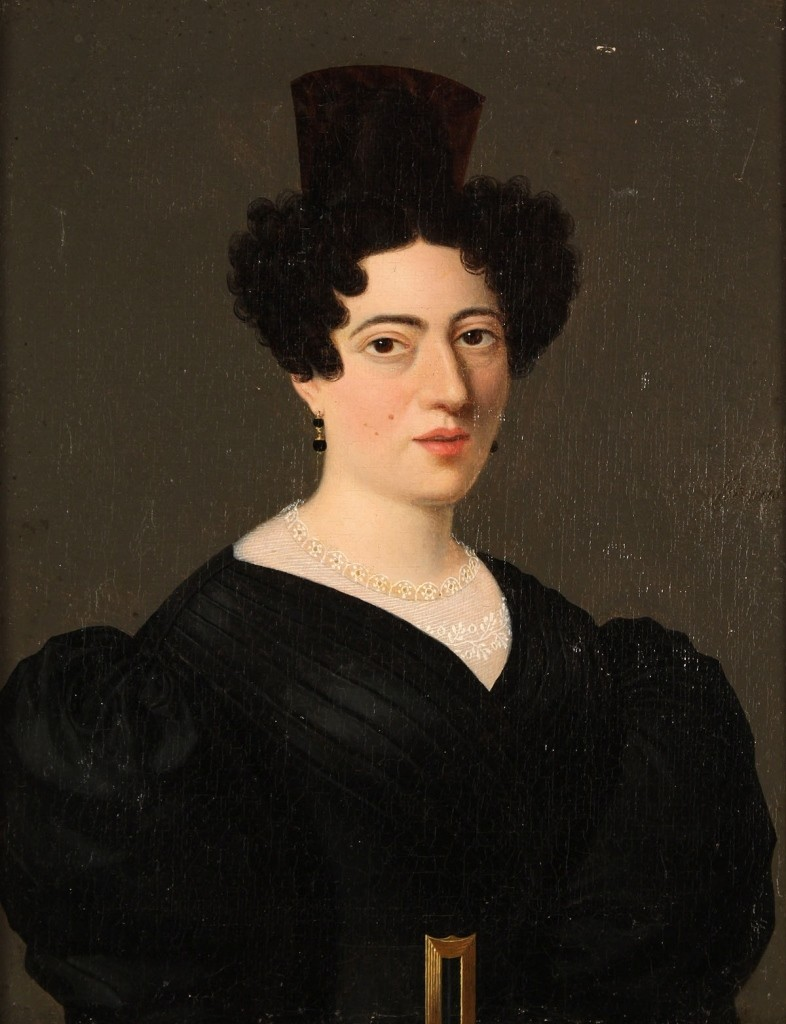
''Ritratto di Signora

### Il tardivo impegno politico e militare
Nell'agosto del 1792, Giroust s’impegnò come militare a fianco degli orleanisti, poi, dopo la disfatta della sua fazione, Giroust si ritirò in Lorena e riprese a dipingere. Espose quindi al Salon nel 1791 e nel 1793 e, nel 1802 presentò una Sainte Godelieve e l'Éponine et Sabinus (ora presumibilmente presente in una collezione privata in California), influenzato da Les Sabines di David, dove mostra, tra le altre, delle contrapposizioni pittoriche fra una mascolinità rigida e una femminilità più plastica, come aveva fatto David in scene dall'intenso contenuto drammatico.

In quel periodo, peraltro, in seno alla società si poteva notare un certo risveglio religioso, da cui derivò un atteggiamento di fervore nelle opere neoclassiche, attraverso l'espressione della carità cristiana e la leggibilità dell'exemplum virtutis.
Dal 1800 al 1805, divenne sindaco di Serres, nella Meurthe-et-Moselle, e nel 1815 di Mitry-Mory. Nel frattempo, i rovesci militari e politici che lo coinvolsero determinarono la defezione di tutti coloro che lo sostenevano materialmente, il che, sommato al suo progressivo allontanamento dall'Accademia, prima venendo classificato come membro non residente, poi retrocesso a semplice socio corrispondente, finì per gettarlo nella disperazione.
Jean-Antoine Giroust morì suicida nel 1817.
Solo alcuni dei suoi ritratti sono giunti sino a noi, fra cui quelli di Jeanne Françoise Taveau e di Geneviève Suzanne Giroust, rispettivamente sua madre e sua sorella, e quello di Madame de Genlis (verso il 1785) oggi conservato a Chantilly nel Museo Condé.

## Collegamenti esterni

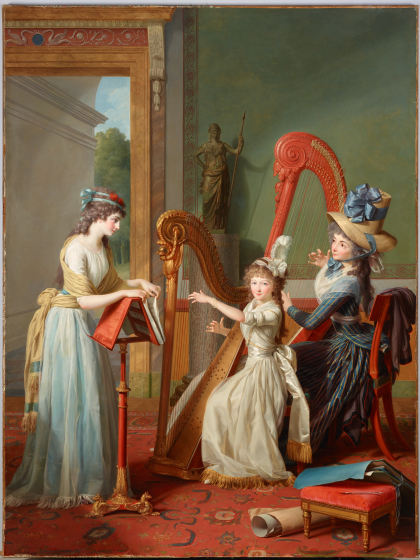
La lezione di arpa